# Markoolio

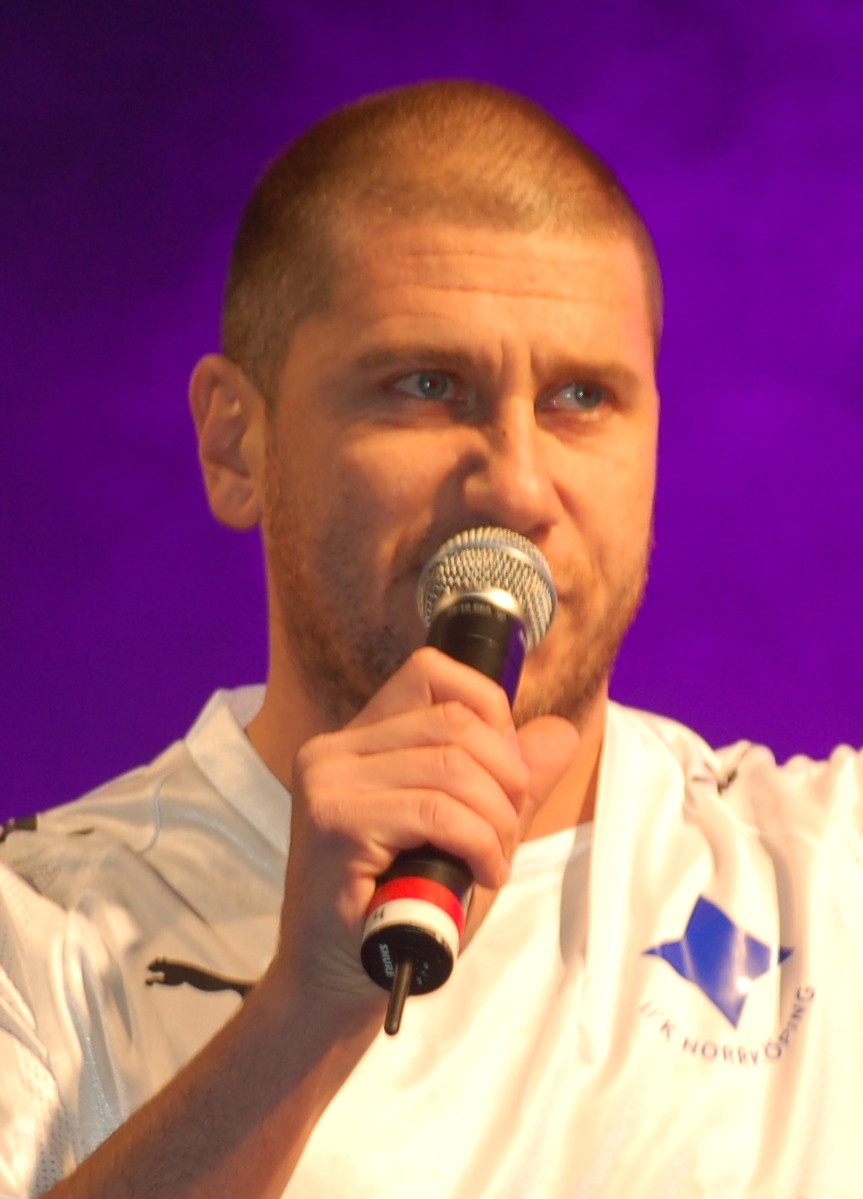
Markoolio bei einer Feier des IFK Norrköping (2008)

Markoolio (bürgerlich Marko Kristian Lehtosalo; * 1. Januar 1975 in Lahti, Finnland) ist ein schwedisch-finnischer Rapper, Eurodance-Musiker und Schauspieler.

## Karriere
Er zog im Alter von sechs Monaten nach Schweden und wohnt in der Nähe von Stockholm. Dementsprechend singt er größtenteils auf Schwedisch, hat jedoch auch finnischsprachige Alben aufgenommen. Sein Künstlername ist eine Mischung aus seinem Vornamen Marko und dem Künstlernamen des Rappers Coolio.
Im Jahr 1996 wurde Markoolio von zwei schwedischen Musikproduzenten auf einer Busfahrt entdeckt und veröffentlichte schließlich 1998 das Lied Sommar och sol, welches bis auf Platz zwei der schwedischen Charts stieg. Die dritte Single Vi drar till fjällen brachte ihm dann seinen ersten Nummer-eins-Hit in Schweden. In den folgenden Jahren veröffentlichte er diverse weitere Werke, von denen neun Singles und zwei Alben die Spitzenposition in Schweden erreichen konnten.
Markoolio spielte in verschiedenen Serien und Filmen im schwedischen Fernsehen mit und war mehrfach als Moderator tätig. Im Jahr 2013 gewann er zusammen mit Cecilia Ehrling die schwedische Tanzshow Let’s Dance (in Deutschland unter gleichem Namen bekannt). Von 2008 bis 2012 war er Werbefigur der Achterbahn „Delfinexpress“ im Tierpark Kolmården, in welchem er außerdem zeitweise die Delfinshow leitete.
Im Jahr 2009 nahm er am Melodifestivalen, der schwedischen Vorentscheidung zum Eurovision Song Contest, teil. Er erhielt eine Wildcard, schied aber mit dem Song Kärlekssång från mig als sechstplatzierter von acht Teilnehmern im zweiten Semifinale aus.
Er besitzt unter anderem ein Internetcafé in Stockholm.
Markoolio ist seit August 2014 mit Jessica Westergård verheiratet. Er hat mit ihr eine Tochter und einen Sohn.

## Diskografie

### Alben
| Jahr | Titel                  | Höchstplatzierung, Gesamtwochen, AuszeichnungChartsChartplatzierungen (Jahr, Titel, Platzierungen, Wochen, Auszeichnungen, Anmerkungen) | Anmerkungen                                     |
| Jahr | Titel                  | SE | Anmerkungen                                     |
| ---- | ---------------------- | --- | ----------------------------------------------- |
| 1998 | Sticker hårt           | SE4 Platin · (42 Wo.)SE | Erstveröffentlichung: Oktober 1998              |
| 1999 | Dikter från ett hjärta | SE3 ×3Dreifachplatin · (70 Wo.)SE | Erstveröffentlichung: Oktober 1999              |
| 2001 | Tjock och lycklig      | SE1 ×2Doppelplatin · (32 Wo.)SE | Erstveröffentlichung: November 2001             |
| 2003 | I skuggan av mig själv | SE1 Platin · (15 Wo.)SE | Erstveröffentlichung: November 2003             |
| 2004 | Bäst Off               | SE9 Gold · (12 Wo.)SE | Kompilation Erstveröffentlichung: November 2004 |
| 2007 | Värsta plattan         | SE2 Platin · (29 Wo.)SE | Erstveröffentlichung: 4. April 2007             |
| 2008 | Jag är konst           | SE30 (7 Wo.)SE | Erstveröffentlichung: 3. Dezember 2008          |
| 2012 | Jag är Markoolio       | SE3 (11 Wo.)SE | Erstveröffentlichung: 6. Juni 2012              |

Weitere Alben
- 2004: Suomessa syntynyt (finnischsprachiges Studioalbum)

### Singles
| Jahr | Titel Album                                         | Höchstplatzierung, Gesamtwochen, AuszeichnungChartplatzierungen (Jahr, Titel, Album, Platzierungen, Wochen, Auszeichnungen, Anmerkungen) | Höchstplatzierung, Gesamtwochen, AuszeichnungChartplatzierungen (Jahr, Titel, Album, Platzierungen, Wochen, Auszeichnungen, Anmerkungen) | Anmerkungen          |
| Jahr | Titel Album                                         | SE | NO | Anmerkungen          |
| ---- | --------------------------------------------------- | --- | --- | -------------------- |
| 1998 | Sommar och sol Sticker hårt                         | SE2 Platin · (17 Wo.)SE | — |                      |
| 1998 | Drömmen om Finland Sticker hårt                     | SE21 (9 Wo.)SE | — |                      |
| 1999 | Vi drar till fjällen Sticker hårt                   | SE1 Platin · (20 Wo.)SE | NO4 Gold · (8 Wo.)NO |                      |
| 1999 | Åka pendeltåg Sticker hårt                          | SE15 (10 Wo.)SE | — |                      |
| 1999 | Sola och bada i Piña Colada! Dikter från ett hjärta | SE12 Gold · (16 Wo.)SE | — |                      |
| 1999 | Millennium 2 Dikter från ett hjärta                 | SE1 ×3Dreifachplatin · (25 Wo.)SE | — |                      |
| 2000 | Gör det igen Dikter från ett hjärta                 | SE2 Platin · (18 Wo.)SE | — |                      |
| 2000 | Mera mål! Dikter från ett hjärta                    | SE1 ×3Dreifachplatin · (26 Wo.)SE | — | feat. Arne Hegerfors |
| 2001 | Rocka på Tjock och lycklig                          | SE1 ×2Doppelplatin · (26 Wo.)SE | — | vs. The Boppers      |
| 2002 | Vi ska vinna! Tjock och lycklig                     | SE3 ×2Doppelplatin · (16 Wo.)SE | — | feat. Excellence     |
| 2002 | Jag orkar inte mer! Tjock och lycklig               | SE2 Gold · (17 Wo.)SE | — |                      |
| 2003 | Vilse i skogen I skuggan av mig själv               | SE1 ×6Sechsfachplatin · (16 Wo.)SE | — |                      |
| 2004 | In med bollen Bäst Off                              | SE1 Platin · (24 Wo.)SE | — |                      |
| 2007 | Värsta schlagern Värsta plattan                     | SE1 ×2Doppelplatin · (31 Wo.)SE | — | mit Linda Bengtzing  |
| 2007 | Ingen sommar utan reggae Värsta plattan             | SE1 ×2Doppelplatin · (29 Wo.)SE | — |                      |
| 2007 | Emma, Emma Värsta plattan                           | SE17 (7 Wo.)SE | — | vs. Tilde Fröling    |
| 2007 | Idollåten –                                         | SE24 (6 Wo.)SE | — |                      |
| 2008 | Sverige – det bästa på vår jord Jag är konst        | SE1 (7 Wo.)SE | — |                      |
| 2008 | The Markoolio Anthem Jag är konst                   | SE4 (7 Wo.)SE | — |                      |
| 2009 | Kärlekssång från mig –                              | SE22 (3 Wo.)SE | — |                      |
| 2023 | Vatten & eld –                                      | SE7 (4 Wo.)SE | — |                      |

## Auszeichnungen für Musikverkäufe
Anmerkung: Auszeichnungen in Ländern aus den Charttabellen bzw. Chartboxen sind in ebendiesen zu finden.
| Land/RegionAuszeichnungen für Musikverkäufe (Land/Region, Auszeichnungen, Verkäufe, Quellen) | Gold     | Platin       | Verkäufe  | Quellen                                                    |
| -------------------------------------------------------------------------------------------- | -------- | ------------ | --------- | ---------------------------------------------------------- |
| Norwegen (IFPI)                                                                              | Gold1    | —            | 5.000     | ifpi.no (Memento vom 5. November 2012 im Internet Archive) |
| Schweden (IFPI)                                                                              | 3× Gold3 | 32× Platin32 | 1.310.000 | sverigetopplistan.se                                       |
| Insgesamt                                                                                    | 4× Gold4 | 32× Platin32 |           |                                                            |